# Teslim Fatusi
Teslim Babatunde Fatusi (Surulere, 1977. szeptember 17. –) olimpiai bajnok nigériai válogatott labdarúgó.

## Pályafutása
Babatunde Fatusi 1977. szeptember 17-én született a nigériai Surulere városában. 1991-ben csatlakozott a Stationery Stores csapatához és itt mutatkozott be a felnőttek között, miután 1992-ben aláírta első profi szerződését. 1993-ban az elefántcsontparti ASEC Mimosas igazolta le, ezt követően pedig Európába igazolt a svájci Servette-hez.
Az 1994–1995-ös magyar bajnokság kezdete előtt kölcsönjátékosként került a Pécsi MFC-hez. Itt nyolc élvonalbeli mérkőzésen két gólt szerzett, majd visszatért svájci csapatához. A következő idényben azonban újra Magyarországon játszott, a Ferencváros vette kölcsön az idény végéig. Zoran Kuntić, Goran Kopunović, Zavadszky Gábor és Igor Nicsenko mellett nem jutott sok lehetőséghez, azonban így is pályára lépett tizenegy alkalommal a bajnokságban és tagja volt a Bajnokok Ligája csoportkörébe jutó zöld-fehér csapatnak is, ahol szintén pályára lépett. A szezont követően visszatért a Servette-hez, majd az Espérance de Tunis, később a Mamelodi Sundowns játékosa lett. Pályafutása során játszott még a belga Roeselare-nél, majd megfordult Lengyelországban, Németországban, Szaúd-Arábiában, Nigériában és Vietnamban. 2008-ban vonult vissza az aktív játéktól, azóta tehetségkutatóként dolgozik.
Nigéria olimpiai válogatottjának tagjaként részt vett az 1996-os atlantai olimpián, ahol három mérkőzésen játszott a végül aranyérmes nigériai csapatban. A brazilok elleni elődöntőben két gólpasszt adott. Nigéria felnőtt válogatottjában 1996 decemberében mutatkozott be egy csehek elleni barátságos mérkőzésen és a 87. percben büntetőből gólt szerzett. Öt alkalommal lépett pályára a nemzeti csapatban és egy gólt szerzett.

## Mérkőzései a nigériai válogatottban
| #  | Dátum               | Ellenfél   | Eredmény | Kiírás              | Esemény       |
| -- | ------------------- | ---------- | -------- | ------------------- | ------------- |
| 1. | 1996. december 11.  | Csehország | 1 – 2    | barátságos mérkőzés | 87'(11-esből) |
| 2. | 1996. december 12.  | Marokkó    | 0 – 2    | barátságos mérkőzés | 55'           |
| 3. | 1997. augusztus 7.  | Kamerun    | 1 – 0    | barátságos mérkőzés |               |
| 4. | 1997. augusztus 9.  | Tunézia    | 0 – 2    | barátságos mérkőzés | 51'           |
| 5. | 1999. augusztus 17. | Mozambik   | 1 – 0    | barátságos mérkőzés |               |

## Sikerei, díjai
- Ferencvárosi TC:
  - NB I aranyérmes (1): 1995-96
- Nigéria:
  - Olimpiai aranyérmes: 1996

## Fordítás
- Ez a szócikk részben vagy egészben  a   Teslim Fatusi című angol Wikipédia-szócikk fordításán alapul.  Az eredeti cikk szerkesztőit annak laptörténete sorolja fel. Ez a jelzés csupán a megfogalmazás eredetét és a szerzői jogokat jelzi, nem szolgál a cikkben szereplő információk forrásmegjelöléseként.